# آية ياسر
آية ياسر هي روائية وكاتبة وصحفية مصرية، تكتب الرواية والقصة القصيرة وأدب الطفل، تخرجت من كلية الإعلام جامعة القاهرة، وعملت محررة ثقافية لدى عدد من الصحف والمجلات العربية أبرزها: السياسة الكويتية، زهرة الخليج، ولها روايتين وعدد من القصص القصيرة المنشورة في بعض الصحف والمجلات.
المؤلفات:
لها عدد من المؤلفات في أدب الطفل ونشرت قصصها للأطفال في عدد من مجلات الطفل مثل: "قطر الندى"، "فارس"، "نور". ولها في أدب الطفل، تحت الطبع كتاب "متى سأكبر؟.. وقصص آخرى للصغار.
- رواية ضائعة في دهاليز الذاكرة، صدرت في عام 2014، عن الدار للنشر والتوزيع.[3][4]

- رواية «همس الأبواب»، صدرت في عام 2017، عن الدار للنشر والتوزيع.[5][6]

- مجموعة قصصية «صرخات مكتومة» تحت الطبع [7]
- صدرت لها في عام 2021 رواية «ذكريات الأمكنة» عن دار العهد للنشر والتوزيع [8][9] [10]
- صدرت لها في أدب الطفل المجموعة القصصية «متى سأكبر» عن دار واو للنشر والتوزيع عام 2021 [11]
- صدرت لها المجموعة القصصية «صرخات مكتومة» عن دار mk للنشر